# Codonocera polygonia
Codonocera polygonia is een mosselkreeftjessoort uit de familie van de Cypridinidae. De wetenschappelijke naam van de soort werd in 1906 voor het eerst geldig gepubliceerd door Otto Friedrich Müller.